# Fredrikssons fabrik
Fredrikssons fabrik är en norsk TV-serie. Den var en situationskomedi som gick på NRK och SVT mellan 1990 och 1993. Serien handlar om en mindre norsk klädfabrik som ägs av en naiv svensk, spelad av Magnus Härenstam. Hans anställda är samtliga norska kvinnor, som hellre pratar än arbetar. 
Serien bygger på den brittiska komediserien The Rag Trade som gick 1977–1978. (Där spelades Härenstams roll av Peter Jones, mest känd som Bokens röst i radioserien Liftarens guide till galaxen.) Den norska anpassningen gjordes av Bo Hermansson.
Serien återkom 1994 som film Fredrikssons fabrik – The Movie. Filmen finns utgiven på DVD.
Serien sändes i Sveriges Television första gången 1990.

## Rollfigurer
- Magnus Härenstam -  Hans "Hasse" Fredriksson
- Birgitta Andersson -  Ulla Fredriksson
- Anne Marie Ottersen -  Pia
- Brit Elisabeth Haagensli -  Kari
- Elsa Lystad -  Oddveig
- Aud Schønemann -  Margit
- Geir Kvarme -  Tommy

### Fotnoter
1. ↑  ”Svensk mediedatabas”. http://smdb.kb.se/catalog/search?q=%22Fredrikssons+fabrik%22&sort=OLDEST. Läst 12 september 2011.